# Weihaiwej
Weihaiwej (Sponsorname San Patrignano Weihaiwej) (1984–2019) war eine deutsche Oldenburger Springstute, die von Franke Sloothaak geritten wurde. Das Paar gewann zwei Goldmedaillen bei den Weltreiterspielen von 1994 in Den Haag. Weihaiwej war als die "Stute mit den blauen Augen" bekannt.

## Leben
Weihaiwej wurde von Otto Baumann aus Haschenbrok (Niedersachsen) 1984 gezogen. Ihr Vater war der Rappe Westminster von Weltmeister. Weltmeister ist auch der Großvater des Oldenburgers Bonfire, dem Goldmedaillenpferd von Anky van Grunsven.
Weihaiwejs Mutter war die schwarzbraune Andächtige, von dem Hannoveraner Grannus. Weihaiwejs Eltern waren beide dunkel und hatten wenige Abzeichen. Dennoch wurde sie ein Rotfuchs mit vielen weißen Abzeichen. Als junges Pferd wirkte sie geradezu hässlich, lang, kantig, bunt, dazu die breite Laterne und die hellblauen Augen. Erst durch das Training wurde sie zu einem schönen, wohlproportioniertem Pferd, das aufgrund seiner Auffälligkeit viele Fans hatte. Ihren chinesisch inspirierten Namen erhielt sie aufgrund ihres ungewöhnlichen Aussehens. Hans-Jörg Böhner vom Gestüt Neeritz kaufte sie auf der Eliteauktion 1987 in Vechta und brachte sie in den Sport.
Ihre große Sportkarriere begann 1993, als sie der Sponsor Vincenzo Muccioli, der seine Drogen-Rehaeinrichtung San Patrignano bekannt machen wollte, Franke Sloothak zur Verfügung stellte. Mit Sloothak wurde sie zu einer der besten Springstuten ihrer Zeit, neben Ratina Z und Dollar Girl. Franke Sloothak beschreibt sie folgendermaßen: Weihaiwej war unter dem Sattel unheimlich vorsichtig, sehr leicht im Maul und immer brav. … Ein Ausnahmepferd.
Ende 1990er wurde sie vom Sport zurückgezogen. Ab 2000 kam sie in die Zucht. Unter anderem durch Embryonentransfer wurde sie Mutter von sieben Fohlen. Unter ihren Nachkommen und Enkeln sind mehrere erfolgreiche Springpferde, beispielsweise Asha di San Patrignano.
Weihaiwej starb im März 2019, im hohen Alter von 35 Jahren. Ihr langes Dasein als Rentnerin verbrachte sie in San Patrignano. Ihr wurden international zahlreiche Nachrufe gewidmet.

## Erfolge
- Saison 1993
  - 1. Platz beim Grand Prix Walldorf G
  - 1. Platz beim Nationenpreis in Rom
  - 1. Platz beim Grand Prix, CSIO in La Baule[10]
- Saison 1994
  - 2. Platz beim Weltcupfinale in Bois-le-Duc[11]
  - 2. Platz beim Nationenpreis in Rom
  - 2. Platz beim WC qualifier in Brüssel
  - 1. Platz beim Grand Prix in Arnhem
  - Goldmedaillen bei den Weltreiterspielen von 1994 in Den Haag sowohl in der Einzelkonkurrenz als auch mit der Equipe.[12]

- Saison 1995
  - 2. Platz beim WC qualifier in Bologna
  - 1. Platz beim Nationenpreis in Rotterdam
  - 1. Platz du WC qualifier in ’s-Hertogenbosch
- Saison 1996
  - 2. Platz beim WC qualifier à Dortmund
  - 2. Platz beim Grand Prix Spangenberg
  - 1. Platz beim Grand Prix in Hannover
  - 3. Platz beim Grand Prix von Paris Bercy
  - 3. Platz beim Grand Prix von Wiesbaden
  - 2. Platz beim CSIO in Modena